# Trophée Émile Bouchard
Die Trophée Émile Bouchard (engl. Émile Bouchard Trophy) ist eine Eishockey-Trophäe in der Quebec Major Junior Hockey League. Sie wird seit 1976 jährlich an den besten Abwehrspieler der regulären Saison in der QMJHL verliehen. Die Trophäe wurde nach Émile Bouchard benannt, der als Spieler in der NHL mit den Montreal Canadiens viermal den Stanley Cup gewann und 1966 in die Hockey Hall of Fame aufgenommen wurde.

## Gewinner
Erläuterungen: Farblich unterlegte Spieler haben im selben Jahr den CHL Defenceman of the Year Award gewonnen.
| Jahr | Spieler                  | Team                                          |
| ---- | ------------------------ | --------------------------------------------- |
| 2025 | Xavier Villeneuve        | Blainville-Boisbriand Armada                  |
| 2024 | Wsewolod Komarow         | Québec Remparts Drummondville Voltigeurs      |
| 2023 | Tristan Luneau           | Gatineau Olympiques                           |
| 2022 | Lukas Cormier            | Charlottetown Islanders                       |
| 2021 | Lukas Cormier            | Charlottetown Islanders                       |
| 2020 | Jordan Spence            | Moncton Wildcats                              |
| 2019 | Charles-Édouard D’Astous | Rimouski Océanic                              |
| 2018 | Olivier Galipeau         | Chicoutimi Saguenéens Titan d’Acadie-Bathurst |
| 2017 | Thomas Chabot            | Saint John Sea Dogs                           |
| 2016 | Samuel Girard            | Shawinigan Cataractes                         |
| 2015 | Jan Košťálek             | Rimouski Océanic                              |
| 2014 | Guillaume Gélinas        | Val-d’Or Foreurs                              |
| 2013 | Kevin Gagné              | Rimouski Océanic                              |
| 2012 | Jérôme Gauthier-Leduc    | Rimouski Océanic                              |
| 2011 | Simon Després            | Saint John Sea Dogs                           |
| 2010 | David Savard             | Moncton Wildcats                              |
| 2009 | Dmitri Kulikow           | Drummondville Voltigeurs                      |
| 2008 | Marc-André Bourdon       | Rouyn-Noranda Huskies                         |
| 2007 | Kris Letang              | Val-d'Or Foreurs                              |
| 2006 | Keith Yandle             | Moncton Wildcats                              |
| 2005 | Mario Scalzo             | Rimouski Océanic                              |
| 2004 | Doug O’Brien             | Gatineau Olympiques                           |
| 2003 | Maxime Fortunus          | Baie-Comeau Drakkar                           |
| 2002 | Danny Groulx             | Victoriaville Tigres                          |
| 2001 | Marc-André Bergeron      | Shawinigan Cataractes                         |
| 2000 | Michel Périard           | Rimouski Océanic                              |
| 1999 | Jiří Fischer             | Hull Olympiques                               |
| 1998 | Derrick Walser           | Rimouski Océanic                              |
| 1997 | Stéphane Robidas         | Shawinigan Cataractes                         |
| 1996 | Denis Gauthier           | Drummondville Voltigeurs                      |
| 1995 | Stéphane Julien          | Sherbrooke Faucons                            |
| 1994 | Steve Gosselin           | Chicoutimi Saguenéens                         |
| 1993 | Benoît Larose            | Laval Titan                                   |
| 1992 | François Groleau         | Shawinigan Cataractes                         |
| 1991 | Patrice Brisebois        | Drummondville Voltigeurs                      |
| 1990 | Claude Barthe            | Victoriaville Tigres                          |
| 1989 | Yves Racine              | Victoriaville Tigres                          |
| 1988 | Éric Desjardins          | Granby Bisons                                 |
| 1987 | Jean-Marc Richard        | Chicoutimi Saguenéens                         |
| 1986 | Sylvain Côté             | Hull Olympiques                               |
| 1985 | Yves Beaudoin            | Shawinigan Cataractes                         |
| 1984 | Bill Campbell            | Verdun Juniors                                |
| 1983 | J. J. Daigneault         | Longueuil Chevaliers                          |
| 1982 | Paul-André Boutilier     | Sherbrooke Castors                            |
| 1981 | Fred Boimistruck         | Cornwall Royals                               |
| 1980 | Gaston Therrien          | Québec Remparts                               |
| 1979 | Ray Bourque              | Verdun Eperviers                              |
| 1978 | Mark Hardy               | Montréal Juniors                              |
| 1977 | Robert Picard            | Montréal Juniors                              |
| 1976 | Jean Gagnon              | Québec Remparts                               |